# 德克薩斯岬級車輛運輸艦
| 泰勒岬號 |                                                             |
| 概况     |                                                             |
| 名称     | Cape T-Class                                                |
| 建造者   | - 霍瓦茲船廠 - 佐世保重工                                   |
| 使用者   | 美國海軍 美國軍事海運司令部                                 |
| 前级     | I-岬級                                                      |
| 次级     | 阿爾戈爾級                                                  |
| 建造期   | 1977                                                        |
| 运行期   | 1977-至今                                                   |
| 完成数   | 3                                                           |
| 现役数   | 3                                                           |
| 技术数据 |                                                             |
| 船型     | 車輛運輸艦                                                  |
| 排水量   | 24,555長噸（24,949公噸）                                    |
| 船長     | 634英尺3英寸（193.3米）                                     |
| 型宽     | 88英尺7英寸（27.0米）                                       |
| 高度     | 161英尺5英寸（49.2米）                                      |
| 吃水     | 28英尺3英寸（8.6米）                                        |
| 動力輸出 | 18,980 bhp（14.15 MW）                                      |
| 動力來源 | - 2具曼恩柴油機公司9L 52/55A重油柴油引擎 - 單軸             |
| 船速     | 20.5節（38.0每小時；23.6英里每小時）                        |
| 續航力   | 22,600海里（41,900） @ 16.5節（30.6每小時；19.0英里每小時） |
| 定員     | - 最低限度：10名船員 - 正常狀態：26名船員                   |

德克薩斯岬級車輛運輸艦是兩艘服役於美國海軍的滾裝車輛運輸艦。

## 發展
德克薩斯岬級是一款傳統車輛運輸艦，該艦採用上層建築後置的設計，配備雙煙囪和艉門跳板。全艦總長634英尺3英寸（193.3米），輕載排水量 9,687長噸（9,842公噸），滿載排水量則達到24,555長噸（24,949公噸）。德克薩斯岬級擁有88,136 sq ft（8,188.1 m2）的貨艙空間，專門用於裝載美國陸軍和海軍陸戰隊的戰鬥車輛。其運輸能力相當可觀，除了可搭載340個標準集裝箱外，還能同時運載大量軍用車輛。值得一提的是，該艦船體特別經過冰區加強設計，增強了在惡劣海況下的適航性。
三艘德克薩斯岬級於霍瓦茲船廠和佐世保重工完工後，1977年正式投入德國漢莎蒸汽船公司服役，隨後於1981年出售給萊克斯兄弟輪船公司。美國於1992年購入該級，並於1993年進行軍事化改裝後由美國軍事海運司令部接收並管轄，後於1994年又納入海事管理局轄下的後備艦隊，並改名為現今的船名。
德克薩斯岬級在服役中曾參與伊拉克戰爭，負責向中東的駐外美軍運送後勤物資。隨後在任務完成後再次封存，處於ROS-5。

## 同級艦
| 艦名         | 舷號       | 造船廠     | 下水       | 服役（民用） | 服役（軍用） | 退役 | 結局      |
| ------------ | ---------- | ---------- | ---------- | ------------ | ------------ | ---- | --------- |
| 德克薩斯岬號 | T-AKR-112  | 霍瓦茲船廠 | 1977-06-16 | 1977         | 1993-01-21   | 尚未 | 處於ROS-5 |
| 泰勒岬號     | T-AKR-113  | 佐世保重工 | 1977-07-08 | 1977         | 1993-03-15   | 尚未 | 處於ROS-5 |
| 三位一體岬號 | T-AKR-9711 | 霍瓦茲船廠 | 1977-07-19 | 1977-12-07   | 1994-11-21   | 尚未 | 處於ROS-5 |

## 補充
1. ↑  根據海軍歸類，也能稱之為T-岬級（Cape T Class）
2. ↑  該級的艦名皆是以T-字為開頭
3. ↑  Trinity

### 網站
- . US Maritime Administration.   [8 March 2015]. （原始内容存档于2017-04-30）.
- (PDF) (PDF). US Maritime Administration. 1 October 2009  [8 March 2015]. （原始内容存档 (PDF)于2013-02-22）.
- . Navsource.org. 29 June 2012  [8 March 2015]. （原始内容存档于2024-12-09）.
- . US Maritime Administration.   [8 March 2015]. （原始内容存档于2017-06-01）.
- (PDF) (PDF). US Maritime Administration. 1 October 2009  [8 March 2015]. （原始内容存档 (PDF)于2013-02-22）.
- . Navsource.org. 11 May 2012  [8 March 2015]. （原始内容存档于2024-12-09）.